# Léon Curmer
Pour les articles homonymes, voir Curmer.
Léon Curmer, né le 17 décembre 1801 dans l'ancien 1re arrondissement de Paris et mort le 29 janvier 1870 dans le 16e arrondissement de la même ville, est un libraire et éditeur français du XIXe siècle. Son nom reste attaché à la qualité de ses ouvrages illustrés. Il utilise la chromolithographie pour reproduire en couleurs d'anciens manuscrits enluminés. Il fait aussi appel à la technique alors nouvelle de la photographie.

## Biographie
Henry Léon Curmer naît à Paris, rue Saint-Honoré (4e arrondissement ancien, 1er actuel), le 17 décembre 1801 (26 frimaire an X).
Son père, Gilbert Léonard Curmer (1776-1812), est marchand de draps. Ruiné par une faillite, il suit l'armée napoléonienne mais meurt prématurément à Flessingue (Pays-Bas). Ses ancêtres paternels auraient quitté la ville de Cork en  Irlande du sud, après la chute de Jacques II d'Angleterre en 1689, pour s'installer en France. Toutefois, la recherche généalogique infirme cette origine étrangère : Jean Curmer (ca 1656-1696), trisaïeul paternel direct de Léon, se marie en 1684 à Bouquelon (Eure). Par ailleurs, on trouve le patronyme « Curmer » à Honfleur (Calvados) en 1647.
Sa mère, Antoinette Félicité Louvet (1776-1851), appartient à une famille aisée de fabricants de draps établie en Normandie,.
Un oncle paternel notaire pourvoit à son éducation et lui fait entreprendre des études de droit. Mais il s'en détache assez vite pour tenter sa chance dans le métier de la librairie. En 1833, il ouvre un commerce 25 rue Sainte-Anne, transféré par la suite 49 rue de Richelieu. Il fait faillite en 1845 mais continue à publier de nombreux ouvrages jusqu'en 1865.
Il voyage dans toute la France, et même à l'étranger, à la recherche d'illustrations destinées à ses publications. Issu d'une bourgeoisie dont il partage les valeurs, et notamment la foi catholique, il s'adresse aux classes les plus riches du Second Empire. Toutefois, deux ans avant la révolution de 1848, il publie De l'établissement des bibliothèques communales en France, qui atteste son attention pour les plus modestes.
Il meurt d'un cancer  à Paris (XVIe arrondissement) le 29 janvier 1870. Inhumé au cimetière de Montmartre (division 4),,, il repose auprès de sa mère et de ses deux épouses.

## Vie privée
Léon Curmer a trois frères cadets :
- Édouard Nicolas, contrôleur-receveur des contributions indirectes (Paris 1803 - Amiens 1876), père du général Fernand-Alexandre Curmer (1854-1937) - postérité actuellement vivante, dont l'athlète Grégoire Curmer ;
- Alphonse Alexandre, pharmacien (Paris 1805-1855 - postérité actuelle non établie) ;
- Adolphe, orfèvre  (Boulogne-sur-Mer 1809 - Paris 1890 - postérité actuelle non établie).

Il se marie deux fois : 
- en 1833 avec Marie Catherine Borgers (ca 1801 - 1844), une Allemande[16], fille d'un cordonnier et veuve d'un tailleur d'habits. Début 1844, elle succombe encore jeune à un cancer de l'utérus, ce qui plonge son époux dans l'affliction[17];
- en 1846 avec Gertrude Heysters (1826-1919), une Hollandaise[18], fille d'un jardinier, sa gouvernante[3] . Elle ne se remarie pas et meurt au Pecq en juillet 1919.

Il n'a aucun enfant. Toutefois, d'un précédent mariage, sa première épouse laisse un fils et une fille qu'il élèvera comme les siens :
- Amand Moller (Paris 1826 - Plourin-lès-Morlaix 1888), commissaire de police ;
- Léonide Moller épouse Pohl (Paris 1828 - 1875).

## Œuvres

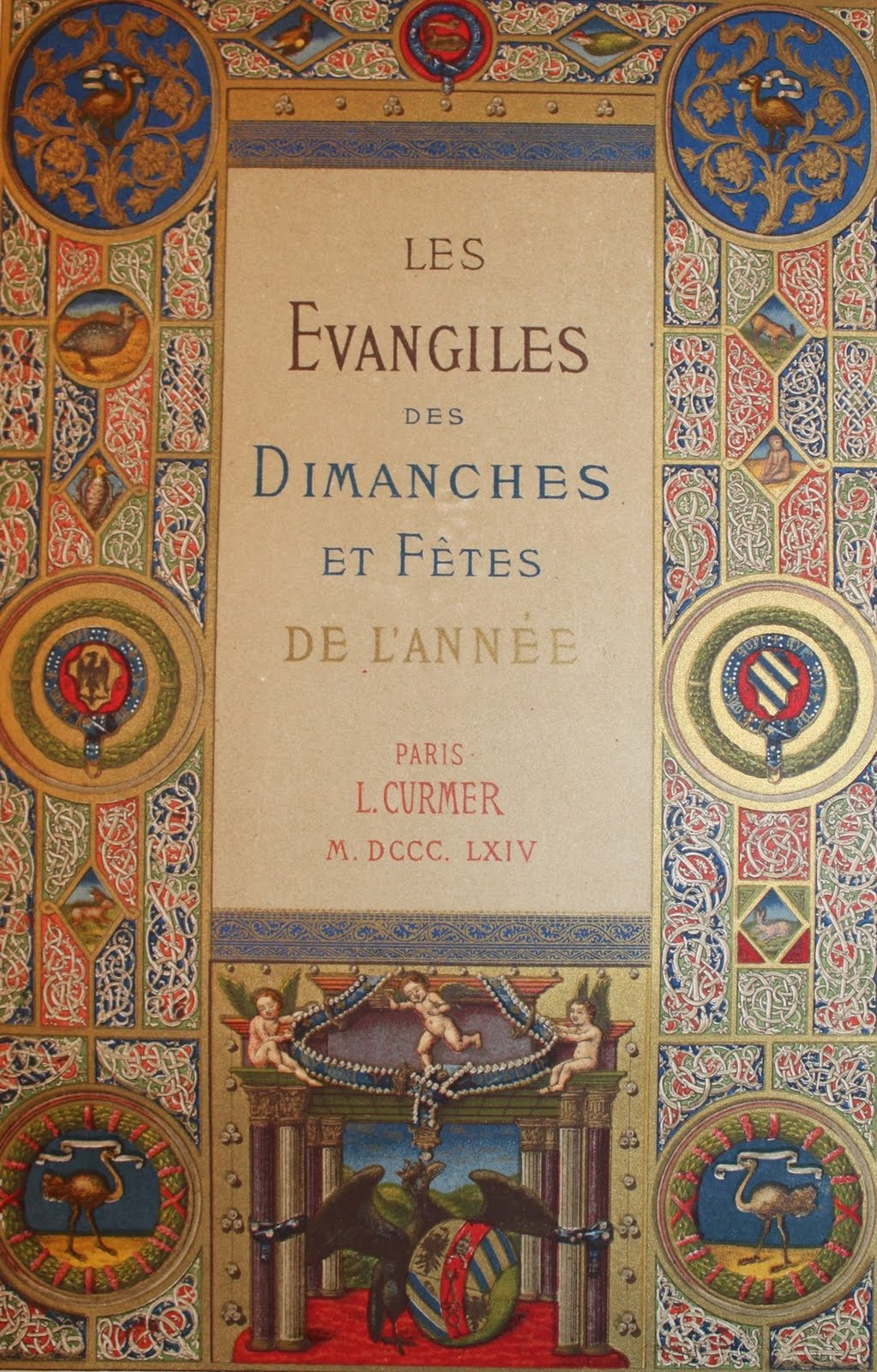
Les Évangiles des dimanches et fêtes (1862-1864). Frontispice.

Léon Curmer édite des ouvrages à caractère artistique. Il fait appel aux plus grands illustrateurs de son époque tels Charles-François Daubigny, Honoré Daumier, Paul Gavarni, Tony Johannot et Ernest Meissonier.
On peut citer, comme publications majeures :
- Paul et Virginie (1836-1838), l'un des fleurons du livre romantique, orné de 479 gravures sur bois dont certaines dues à Tony Johannot ;
- Discours sur l'Histoire universelle par J.-B. Bossuet, évêque de Meaux (1839), avec un frontispice en chromolithographie et douze gravures sur acier par Ernest Meissonier, Tony Johannot et Émile Ollivier ;
- Les Français peints par eux-mêmes (1839-1842), encyclopédie morale et critique de la France de Louis-Philippe Ier, contemporaine des portraits de la Comédie humaine ;
- L'Imitation de Jésus-Christ (1855-1857), illustrée de nombreuses enluminures des siècles passés ;
- Le livre d'heures de la reine Anne de Bretagne (1861), reproduction intégrale de ce manuscrit célèbre pour son calendrier restituant la vie quotidienne, ses compositions à pleine page et ses innombrables plantes peintes en trompe-l'œil ;
- Les Évangiles des Dimanches et Fêtes (1862-1864), comportant cent illustrations polychromes ;
- L'œuvre de Jehan Foucquet (1866-1867), première monographie consacrée au grand peintre français du XVe siècle.